# Giovanni Morandi
Giovanni Luigi Ubaldo Vincenzo Morandi (* 12. Mai 1777 in Pergola (Marken); † 23. Februar 1856 in Senigallia) war ein italienischer Organist, Komponist und Gesangslehrer.

## Leben und Wirken
Giovanni Morandi war zweitältestes von neun Kindern der Eltern Pietro Morandi (1745–1815) und Teresa Saraceni in Pergola. Sein Vater – Mitglied der Accademia Filarmonica – war ab 1763 tätig als Komponist geistlicher Musik, Gesangslehrer, Organist und Kapellmeister im Dom zu Pergola und später in der Kathedrale von  Senigallia (1778–1811). Zu seinen Schülern gehörten neben anderen die später berühmte Opernsängerin Angelica Catalani, der Kastrat Girolamo Crescentini und Mozarts erster Don Giovanni Luigi Bassi. Vom Vater erhielt auch Giovanni Morandi seine vorzügliche musikalische Ausbildung als Organist, Komponist und Gesangslehrer. 1803 trat er bereits als maestro al cembalo im Theater während der Sommermesse in Senigallia auf, war dort Chorleiter und bald ebenfalls Gesangslehrer.
1804 heiratete Giovanni Morandi seine Gesangsschülerin Rosa Paolina Gertrude Morolli (1782–1824), die noch im selben Jahr ihre große Karriere als Opernsängerin begann. Diese führte sie bis zu ihrem Tod 1824 in die bedeutendsten Theater Italiens und zwischen 1813 und 1817 an das Pariser Théâtre-Italien. Bei all diesen Reisen begleitete sie ihr Ehemann, verhandelte mit den Theaterdirektoren, studierte mit ihr die Arien ein, passte die Verzierungen verbessernd an. Und es ergaben sich auch wertschätzende Kontakte zu den Komponistenkollegen, die Arien für seine Frau schrieben: Neben anderen Donizetti, Farinelli, Fioravanti, Mercadante. 1810 unterstützte er erfolgreich den jungen Rossini vor der Uraufführung seiner ersten Oper La cambiale di matrimonio im Teatro San Moisè in Venedig.
Gleichzeitig komponierte er während der Reisen zwischen 1805 und 1810 zahlreiche Werke: Für die Opernhäuser in Mantua und Ferrara die Stücke Il Facchino Onorato und Il Brentatore Geloso, auch weitere für das Teatro della Pergola in Florenz und das Teatro Valle in Rom. Für den Karneval des Teatro Nuovo in Triest schrieb er 1807 die Posse Il Nuovo Pimmalione. Giovanni Ricordi lernte er ebenfalls bei diesen Tourneen kennen, der dann viele seiner Kompositionen für Orgel verlegen sollte. Mit ihm korrespondierte er bis zu seinem Tod. Auch mit weiteren Musikverlegern bekam er Kontakt, die ihn über die regionalen Grenzen hinaus bekannt machten: Johann André aus Offenbach, Cipriani aus Florenz und Magrini aus Turin.
Nach dem Tod seiner Frau zog sich Giovanni Morandi nach Senigallia zurück und widmete sich dem kulturellen Leben dort. Er gründete und leitete eine Gesellschaft der Musikfreunde, eine Musik- und Gesangsschule und unterrichtete in den Klöstern S. Cristina in Senigallia (1824–1854) und S. Carlo und S. Maria Maddalena in Serra de’ Conti Orgel und Gesang. Für diese komponierte er vielfältige Stücke für Orgel, auch zu vier Händen, die seine Zeit mit seiner Frau an den Theatern reflektierten: Es war zu jener Zeit üblich, Symphonien, Lieder und Arien für Orgel umzuschreiben, wie Gabriele Moroni im Vorwort zu seiner Edition der Manuskripte Morandis aus dem Archiv des Klosters S. Cristina schreibt.
Einige seiner Schülerinnen wurden berühmte Opernsängerinnen: Giulia Micciarelli Sbriscia, Amalia Mattioli und Sänger wie Natale Costantini und  Pietro Mattioli Alessandrini.
Giovanni Morandi übernahm  viele der Musikaktivitäten seines Vaters († 1815) und wurde 1836 sein Nachfolger als Domkapellmeister. Als Mitglied der Stadtgesellschaft saß er 1828 im Rat der Stadt. Seine Orgelkompositionen wurden durch die Musikverleger verbreitet. So sorgte nicht nur die Bekanntheit seiner Gesangsschülerinnen und -schüler für seinen Ruhm als Lehrer, Organist und Orgelexperte.

## Tonträger (Auswahl)
- Orgelwerke, Volume 1–4. Da Vinci Classics 2023–2024.
- Transkriptionen aus Opern für Orgel, Tactus 2016
- Sonaten für Orgel 4-händig, Tactus 2006
- Sonaten für Orgel 4-händig, Tactus 2013

## Noten (Auswahl)
- Gran Raccolta di Sonate. Edizioni Carrara, 2000.
- Opere per Organo a 4 mani. Edizione critica e Catalogo delle opere a stampa per Organo / Works for Organ 4 Hands. Critical Edition and Catalogue of printed Works for Organ. Herausgegeben von Gabriele Moroni. Ut Orpheus Edizioni, 2005.
- Tantum Ergo, Armelin Musica SAS, 2012.
- Rondò con imitazione de’ campanelli. Armelin Musica SAS, 2012.
- Postcommunio per organo. Armelin Musica SAS, 2012.
- Sonata Seconda per organo (Elevazione). Armelin Musica SAS 2012.
- 2 Divertimenti per Banda Militare. Armelin Musica SAS, 2012.
- Sonate per organo a 4 mani. 2 Bände. Armelin Musica SAS, 2012/2013.
- Gran Sinfonia Variata per gli Organi Moderni da eseguirsi nelle feste solenni Organ. Armelin Musica SAS, 2017.